# Astrid Rossegger
Astrid Rossegger (* 7. Dezember 1977) ist eine Schweizer Psychologin und Forensikerin. Sie ist Privatdozentin für Forensische Psychologie an der Universität Konstanz sowie stellvertretende Forschungsleiterin des Amtes für Justizvollzug und Wiedereingliederung des Kantons Zürich. Rossegger ist bekannt für ihre Forschung zu forensischen Risikoeinschätzung, Rückfallprävention und forensischen Interventionen, insbesondere im Bereich der Gewalt- und Sexualstraftaten sowie der Radikalisierung.

## Leben und Ausbildung
Astrid Rossegger studierte Psychologie an der Universität Konstanz, wo sie auch promoviert wurde und sich später habilitierte. Ihre akademische Laufbahn ist eng mit der angewandten Forschung in der Rechtspsychologie verbunden.

## Karriere
Rossegger ist seit vielen Jahren im Bereich des Justizvollzugs tätig. Seit 2019 ist sie stellvertretende Forschungsleiterin des Amtes für Justizvollzug und Wiedereingliederung des Kantons Zürich, wo sie die Abteilung Forschung und Entwicklung mitgestaltet.
Sie ist Fachpsychologin für Rechtspsychologie (FSP) und von der Schweizerischen Gesellschaft für Forensische Psychiatrie (SGFP) als Gutachterin für Straf- und Zivilrecht zertifiziert. Ihre Arbeit konzentriert sich auf die Entwicklung und Validierung von Risikobewertungsinstrumenten, wie etwa RADAR-iTE, das in Zusammenarbeit mit Jérôme Endrass und dem Bundeskriminalamt (BKA) entstand. Dieses Tool wird zur Einschätzung der Gewaltbereitschaft potenzieller islamistischer Attentäter eingesetzt.
Rossegger hat über 140 wissenschaftliche Publikationen veröffentlicht. Sie ist auch als Expertin in der Schweizer Öffentlichkeit präsent und äussert sich zu Themen wie psychischer Gesundheit im Strafvollzug, Bedrohungsmanagement und Extremismusprävention.

## Forschung und Beitrag
Ein Schwerpunkt ihrer Forschung liegt im Bereich der Extremismusforschung im Kontext der Rechtspsychologie. Weitere Themen umfassen die Analyse von Vorurteilskriminalität, etwa durch nationalsozialistische Codes im öffentlichen Raum, sowie die Wirksamkeit interdisziplinärer Ansätze im Bedrohungsmanagement (z. B. Octagon-Intervention).

## Publikationen (Auswahl)
- A. Rossegger, M. Graf, F. Urbaniok et al.: NS-Codes: Von der Vorurteilskommunikation zur Vorurteilskriminalität. In: Aktuelle Juristische Praxis. 2023. (kops.uni-konstanz.de, abgerufen am 26. März 2025)
- A. Rossegger, N. Wetli, F. Urbaniok, T. Elbert, F. Cortoni, J. Endrass: Women convicted for violent offenses: Adverse childhood experiences, low level of education and poor mental health. In: BMC psychiatry. Band 9, Nr. 1, 2009, Artikel 81. (bmcpsychiatry.biomedcentral.com, abgerufen am 26. März 2025), doi:10.1186/1471-244X-9-81, PMC 2804674 (freier Volltext), PMID 20028499.
- J. Endrass, F. Urbaniok, L. C. Hammermeister, C. Benz, T. Elbert, A. Laubacher, A. Rossegger: The consumption of Internet child pornography and violent and sex offending. In: BMC Psychiatry. Band 9, Nr. 1, 2009, Artikel 43. (kops.uni-konstanz.de, abgerufen am 26. März 2025) doi:10.1186/1471-244X-9-43, PMC 2716325 (freier Volltext), PMID 19602221.
- N. Nedopil, J. Endrass, A. Rossegger, T. Wolf: Prognose: Risikoeinschätzung in forensischer Psychiatrie und Psychologie: ein Handbuch für die Praxis. Pabst Science Publishers, 2021, ISBN 978-3-95853-554-1.